# エイモス・トベルスキー
エイモス・トベルスキー（Amos Tversky、1937年3月16日 - 1996年6月2日）は、イスラエル出身の心理学者。スタンフォード大学教授。ダニエル・カーネマンとともに行動経済学を作った。妻は空間の認知科学の第一人者でありスタンフォード大学およびコロンビア大学の教授であるバーバラ・トベルスキー。

## 略歴
- 1937年　現イスラエルのハイファ で生まれる。
- 1961年　ヘブライ大学（エルサレム）においてB.A.を取得する。
- 1965年　ミシガン大学においてPh.D.を取得する。
- 1985年　ヨーテボリ大学（スウェーデン）においてPh.Dを取得する。
- 1987年　ニューヨーク州立大学においてPh.Dを取得する。
- 1966-69年　ヘブライ大学講師となる。
- 1969-77年　ヘブライ大学教授となる。
- 1971-96年　スタンフォード大学教授となる。
- 1996年　カリフォルニア州スタンフォードで死去する（59歳）。

## 業績
- プリンストン大学のダニエル・カーネマンらと共同で研究を行い、認知科学を発展させた。カーネマン(2002年ノーベル経済学賞受賞)によると、トベルスキーが生きていれば当然同時に受賞することになったはずである。
- 妻のバーバラ・トベルスキーは空間の認知科学の第一人者であるが、行動経済学もバーバラ・トベルスキーの空間の認知科学も初期の研究は心理物理学の方法論を多く用いた[1]。

## 逸話
- トベルスキーはカーネマンよりも天才肌でトベルスキーの存命中は常にトベルスキーとカーネマンと呼ばれていた[2]。

## 主要論文
- Coombs, C.H., Dawes, R.M., Tversky,A(1970).Mathematical Psychology: An elementary introduction. Oxford, England: Prentice-hall
- Kahneman, D.,&Tversky, A.(1979). Prospect theory: An analysis of dicisions under risk. Econometrica, 47, 313-327